# Georgette Meyer
Georgette Meyer née Lévy à Sélestat le 12 janvier 1916 et morte à Paris (4e arrondissement) le 26 avril 2020 est une artiste juive spécialisée dans les arts du textile, la tapisserie et le patchwork.

## Biographie
Georgette Meyer est née en 1916 dans une famille juive d’Alsace. Dès l'âge de seize ans, elle travaille comme secrétaire à la mairie de Sélestat, puis entre à la Banque de France en 1939 juste avant d'être contrainte de quitter l'Alsace avec sa famille en juin 1940 devant l'arrivée des Allemands. Elle traverse la France et s’installe avec sa mère et sa sœur dans la ville de Montpellier où elle continue de travailler à la Banque de France. Cachant son identité juive, elle se fait alors appeler Mademoiselle Vincent et échappe ainsi à plusieurs plusieurs rafles,.
Elle intègre l’École des Beaux-Arts de Montpellier pour y étudier la peinture, la sculpture et le dessin. Après la Seconde Guerre mondiale, Georgette Meyer monte à Paris et poursuit ses études artistiques en intégrant l'atelier de la Section d’Or de Jean Souverbie et l’atelier d'Henri Goetz.
Spécialisée dans l'art de la tapisserie et de la technique du patchwork, Georgette Meyer expose dans plusieurs galeries parisiennes et dans des expositions organisées par des institutions juives.
Ses œuvres textiles représentent des thèmes figuratifs et différentes étapes de sa vie, les tissus étant cousus manuellement au point de surjet sur une toile. Elle signe ses œuvres « G. Meyer ». Quand on lui demandait sa prédilection pour l'art du textile, Georgette Meyer répondait que cette technique est « un remède à la frustrante altération des couleurs entre leur sortie du tube et leur aspect final après séchage »,,.
Georgette Meyer fait don au musée d'art et d'histoire du judaïsme en 2021 de son œuvre textile intitulée Mon itinéraire. D'autres de ses œuvres sont également conservées au musée d'Art naïf Max Fourny-Halle Saint-Pierre à Paris.